# Kutija (2011.)
Kutija  (srp. Кутија) je srpski film iz 2011. godine. Režirala ga je Andrijana Stojković, po scenariju koji je napisala zajedno sa Slavoljubom Stankovićem. Film je svoju premijeru imao 24. lipnja 2011. godine u Novom Sadu na filmskom festivalu Cinema city.

## Radnja
Godina je 1992. Jugoslavija se raspada. Stotine veleposlanstava se zatvara i napuštaju zemlju. Tri mladića (Cvrle, Bili i Vladan) iz Beograda pakiraju njihove stvari. Film koji otkriva kako diplomati u stvari žive, kako zaista izgleda biti zatvoren, kako se ubrzano odrasta.